# Cañedo de las Dueñas
Cañedo de las Dueñas es una localidad del municipio de San Pelayo de Guareña, en la comarca de Tierra de Ledesma, provincia de Salamanca, España. 

## Historia
La fundación de Cañedo de las Dueñas se remonta a la Edad Media, obedeciendo a las repoblaciones efectuadas por los reyes leoneses en la Alta Edad Media, que lo ubicaron en la jurisdicción de Ledesma, dentro del Reino de León, denominándose en el siglo XIII Cannedo.
Con la creación de las actuales provincias en 1833, Cañedo de las Dueñas, ya dependiente de San Pelayo de Guareña, quedó encuadrado en la provincia de Salamanca, dentro de la Región Leonesa.

## Demografía
En 2017 Cañedo de las Dueñas contaba con una población de 2 habitantes, de los cuales 1 era hombre y 1 mujer (INE 2017).
| Gráfica de evolución demográfica de Cañedo de las Dueñas entre 2000 y 2017               |
|                                                                                          |
| Fuente: Instituto Nacional de Estadística de España - Elaboración gráfica por Wikipedia. |